# Jalil ibn Ahmad

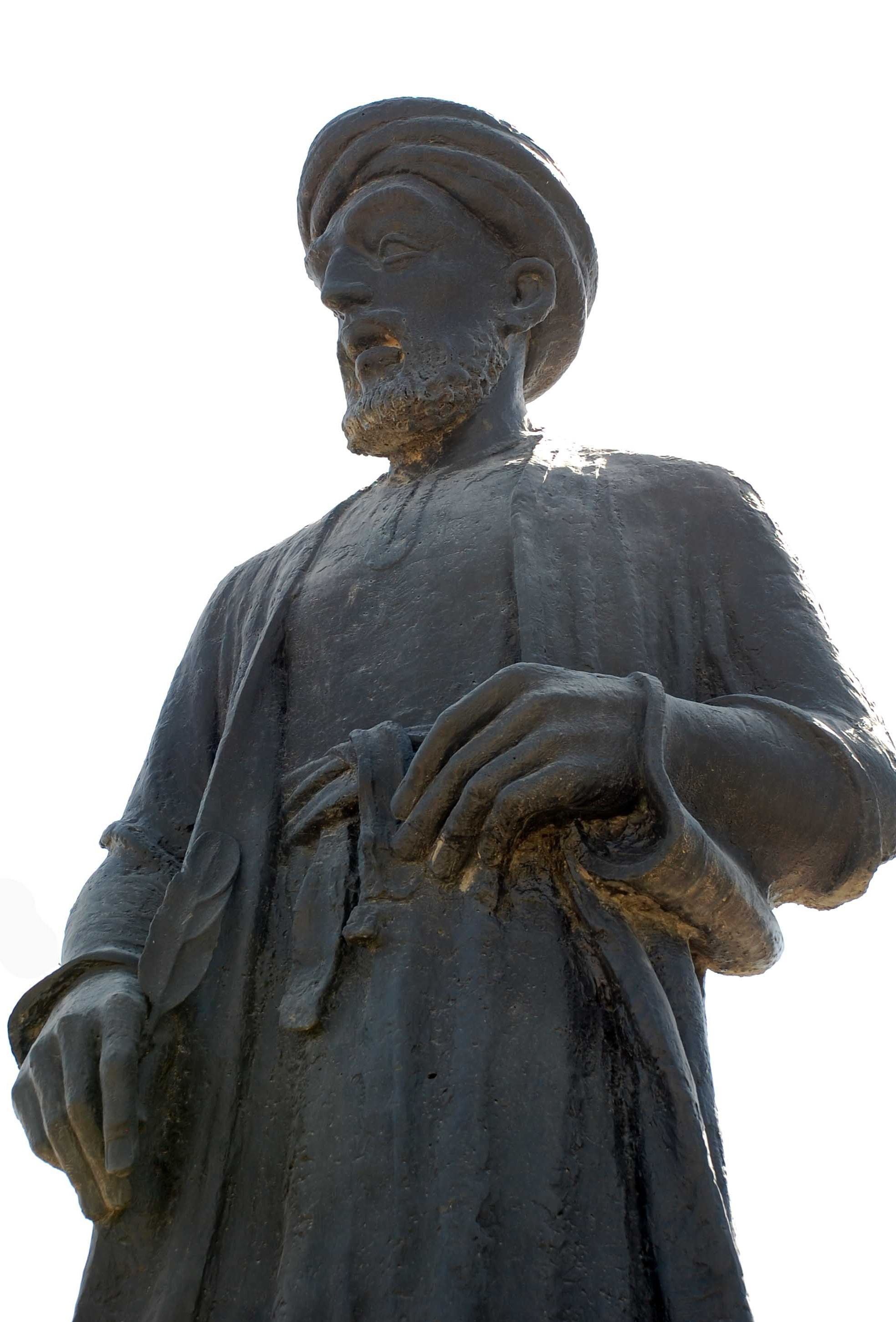
Escultura en Basora

Jalil ibn Áhmad al-Farahidi (718-791) (أبو عبد الرحمن ، الخليل بن أحمد الفراهيدي) escritor y filólogo del sur de Arabia (actual Omán). Publicó el primer diccionario de la lengua árabe, Kitab al-‘ayn (El libro fuente), que probablemente finalizó uno de sus alumnos. 
Nació en Omán y se instaló en Basora (actual Irak), donde abandonó el ibadismo por el sunnismo. 
El libro fuente pretendía esclarecer las palabras originales del vocabulario árabe y no estaba ordenado alfabéticamente, sino siguiendo un patrón de pronunciación desde la letra más profunda en la garganta ﻉ (ayn) a la más labial, م (mìm). Maktabah Al Hilal imprimió su diccionario categorizado y revisado por los doctores Mahdi al-Makhzūmi y Ibrāhim al-Samirā'ì en ocho volúmenes.
Jalil ibn Áhmad escribió además varios libros de poesía, configuró la métrica árabe y estableció el sistema de diacríticos del árabe (harakat). Debió de morir en Basora entre 777 y 791. Sibawayh fue alumno suyo.